# أسبن هيل (ماريلند)
أسبن هيل (بالإنجليزية: Aspen Hill CDP, Maryland) هي منطقة سكنية تقع بولاية ماريلند في الولايات المتحدة. تبلغ مساحتها 27.3 كم2، وترتفع عن سطح البحر 100 م، بلغ عدد سكانها 48,759 نسمة في عام 2010 حسب إحصاء مكتب تعداد الولايات المتحدة وتصل الكثافة السكانية فيها 1,786 نسمة لكل كيلومتر مربع (4,625.7/ميل2).

## التركيبة السكانية
حدّد مكتب تعداد الولايات المتحدة بيانات التركيبة السكانية لأسبن هيل في تعداد الولايات المتحدة. في ما يلي، التركيبة السكانية حسب تعدادي 2000 و2010.

### تعداد عام 2000
بلغ عدد سكان أسبن هيل 50,228 نسمة بحسب تعداد عام 2000، وبلغ عدد الأسر 18,187 أسرة وعدد العائلات 13,085 عائلة مقيمة في المنطقة السكنية. في حين سجلت الكثافة السكانية 1,839.9 نسمة لكل كيلومتر مربع (4,765.3/ميل2). وبلغ عدد الوحدات السكنية 18,565 وحدة بمتوسط كثافة قدره 680 لكل كيلومتر مربع (1,761.2/ميل2).
وتوزع التركيب العرقي للمنطقة السكنية بنسبة 55.60% من البيض و20.98% من الأمريكيين الأفارقة و0.33% من الأمريكيين الأصليين و11.51% من الأمريكيين ذوي الأصول الآسيوية و0.06% من سكان جزر المحيط الهادئ و7.48% من الأعراق الأخرى و4.04% من عرقين مختلطين أو أكثر و15.44% من الهسبانيون أو اللاتينيون من أي عرق.
بلغ عدد الأسر 18,187 أسرة كانت نسبة 36.5% منها لديها أطفال تحت سن الثامنة عشر تعيش معهم، وبلغت نسبة الأزواج القاطنين مع بعضهم البعض 53.7% من أصل المجموع الكلي للأسر، ونسبة 14.1% من الأسر كان لديها معيلات من الإناث دون وجود شريك، بينما كانت نسبة 4.2% من الأسر لديها معيلون من الذكور دون وجود شريكة وكانت نسبة 28.1% من غير العائلات. تألفت نسبة 21.9% من أصل جميع الأسر من عدة أفراد يعيشون في نفس المنزل ونسبة 7.6% كانت تتألف من شخص يعيش بمفرده يبلغ من العمر 65 عاماً أو أكثر. وبلغ متوسط حجم الأسرة المعيشية 2.74، أما متوسط حجم العائلات فبلغ 3.18.
بلغ العمر الوسطي للسكان 37.1 عاماً. وكانت نسبة 24% من القاطنين تحت سن الثامنة عشر، وكانت نسبة 7.7% بين الثامنة عشر والرابعة والعشرين عاماً، ونسبة 31.6% كانت واقعةً في الفئة العمرية ما بين الخامسة والعشرين والرابعة والأربعين عاماً، ونسبة 23.8% كانت ما بين الخامسة والأربعين والرابعة والستين، ونسبة 11.9% كانت ضمن فئة الخامسة والستين عاماً فما فوق. يوجد لكل 100 أنثى 90.2 ذكر، ويوجد لكل 100 أنثى في الثامنة عشر من عمرها فما فوق 86.0 ذكر.
بلغ متوسط دخل الأسرة في المنطقة السكنية 55,340 دولارًا، أما متوسط دخل العائلة فبلغ 60,893 دولارًا. وكان متوسط دخل الذكور 38,002 دولارًا مقابل 35,316 دولارًا للإناث. وسجل دخل الفرد الخاص بالمنطقة السكنية 23,981 دولارًا. وكانت نسبة 6.3% من العائلات ونسبة 8.4% من السكان تحت خط الفقر، وكان من هؤلاء نسبة 10.4% تحت سن الثامنة عشر ونسبة 9.1% في الخامسة والستين من العمر وما فوق.

### تعداد عام 2010
بلغ عدد سكان أسبن هيل 48,759 نسمة بحسب تعداد عام 2010، وبلغ عدد الأسر 16,697 أسرة وعدد العائلات 11,959 عائلة مقيمة في المنطقة السكنية. في حين سجلت الكثافة السكانية 1,786 نسمة لكل كيلومتر مربع (4,625.7/ميل2). وبلغ عدد الوحدات السكنية 17,339 وحدة بمتوسط كثافة قدره 635.1 لكل كيلومتر مربع (1,644.9/ميل2).
وتوزع التركيب العرقي للمنطقة السكنية بنسبة 50.63% من البيض و21.73% من الأمريكيين الأفارقة و0.59% من الأمريكيين الأصليين و10.86% من الأمريكيين ذوي الأصول الآسيوية و0.04% من سكان جزر المحيط الهادئ و11.54% من الأعراق الأخرى و4.60% من عرقين مختلطين أو أكثر و27.88% من الهسبانيون أو اللاتينيون من أي عرق.
بلغ عدد الأسر 16,697 أسرة كانت نسبة 38.3% منها لديها أطفال تحت سن الثامنة عشر تعيش معهم، وبلغت نسبة الأزواج القاطنين مع بعضهم البعض 50.7% من أصل المجموع الكلي للأسر، ونسبة 15.8% من الأسر كان لديها معيلات من الإناث دون وجود شريك، بينما كانت نسبة 5.1% من الأسر لديها معيلون من الذكور دون وجود شريكة وكانت نسبة 28.4% من غير العائلات. تألفت نسبة 22.7% من أصل جميع الأسر من عدة أفراد يعيشون في نفس المنزل ونسبة 8.9% كانت تتألف من شخص يعيش بمفرده يبلغ من العمر 65 عاماً أو أكثر. وبلغ متوسط حجم الأسرة المعيشية 2.90، أما متوسط حجم العائلات فبلغ 3.33.
بلغ العمر الوسطي للسكان 37.2 عاماً. وكانت نسبة 24.3% من القاطنين تحت سن الثامنة عشر، وكانت نسبة 8.6% بين الثامنة عشر والرابعة والعشرين عاماً، ونسبة 28.2% كانت واقعةً في الفئة العمرية ما بين الخامسة والعشرين والرابعة والأربعين عاماً، ونسبة 26% كانت ما بين الخامسة والأربعين والرابعة والستين، ونسبة 12.9% كانت ضمن فئة الخامسة والستين عاماً فما فوق. وتوزع التركيب الجنسي للسكان بنسبة 48% ذكور و52% إناث.